# 伯基-丹尼兹轨道
伯基－丹尼兹轨道，亲核加成立体电子效应的一个术语，它描述了亲核加成反应中亲核试剂进攻亲电底物过程中的角度和方式。

## 由来
亲核加成的机理研究中存在两种争论：一种认为过渡态是“类似原料”的结构；另一种认为过渡态是“类似产物”的结构。争论都是为了解释羰基亲核加成反应中的立体化学现象。
1974年，瑞士晶体学家伯基和丹尼兹两人设计了一个巧妙的实验解决了这个问题。他们合成了一个环酮。环酮远离羰基的地方有一个带支链的伯胺。支链的长度被很好的调节和控制，以至于氨基可以靠羰基很近，却又不能跟羰基反应。
然后他们把这个环酮长成晶体，用X射线衍射方法测出结构。拿尺子一量角度，发现是107度左右。实验结果肯定了第二种说法，否定了第一种说法。

## 意义
阮氏（Nguyen Trong Anh）和爱氏（Oddile Einsenstein）利用这个关系修正了费尔金模型, 解决了费氏模型在羰基不对称加成时表现出的面选择性的来源。

## 量子化学的解释
前沿轨道理论认为亲核试剂的最高占据轨道HOMO跟羰基最低空轨道LUMO之间相互作用是吸引作用，而羰基π电子对亲核试剂电子云的作用是排斥作用。伯基－丹尼兹轨道的形成正是两种相反作用消长的结果。